# 2 novembre
Pour les articles homonymes, voir Deux-Novembre.
2 octobre 2 décembre
Chronologies thématiques
- Croisades
- Ferroviaires
- Sports
- Disney
- Anarchisme
- Catholicisme

Abréviations / Voir aussi
- (° 1852) = né en 1852
- († 1885) = mort en 1885
- a.s. = calendrier julien
- n.s. = calendrier grégorien
- Calendrier
- Calendrier perpétuel
- Liste de calendriers
- Naissances du jour

Le 2 novembre est le 306e jour de l'année du calendrier grégorien, 307e lorsqu'elle est bissextile (il en reste ensuite 59).
C'est généralement l'équivalent du 12 brumaire du calendrier républicain ou révolutionnaire français, officiellement dénommé jour de la mâcre (nageante, une plante).

## Événements

### XIIIesiècle
- 1221 : Érard de Brienne renonce à ses droits sur la Champagne.

### XIVesiècle
- 1356 : renvoi des États-Généraux par le dauphin, futur roi de France Charles V.

### XVesiècle
- 1439 : les États généraux, réunis depuis octobre à Orléans, décident, par ordonnance, l'entretien d'une armée permanente pour pouvoir bouter définitivement les Anglais hors de France.

### XVIesiècle
- 1589 : échec de la tentative militaire de reprise de Paris, aux mains de la Ligue, par le nouveau roi de France Henri IV, qui se replie alors sur la Loire[1].

### XVIIIesiècle
- 1721 : Pierre Ier le Grand prend le titre d'« Empereur de toutes les Russies », le tsarat de Russie devient l'Empire russe.
- 1789 : le décret du 2 novembre 1789 de l'Assemblée constituante française dispose que les biens du clergé de l'Église catholique sont mis à la disposition de la Nation pour combler le déficit budgétaire. Ces biens sont déclarés « biens nationaux ».
- 1793 : bataille d'Ernée, lors de la guerre de Vendée.

### XXesiècle
- 1917 : 
  - déclaration Balfour.
  - premier engagement du corps expéditionnaire américain sur le front français.
- 1930 : Haïlé Sélassié Ier est sacré negusä nägäst (empereur) d'Éthiopie à Addis-Abeba.
- 1955 : en Israël, Ben Gourion présente son nouveau gouvernement à la Knesset.
- 1963 : au Viêt Nam, Ngô Đình Diệm est renversé par un coup d'État et assassiné.
- 1964 : Fayçal ben Abdelaziz Al Saoud devient roi d'Arabie saoudite.
- 1976 : Jimmy Carter est élu président des États-Unis.

### XXIesiècle
- 2004 :
  - George W. Bush est réélu président des États-Unis.
  - Assassinat de Theo van Gogh.
- 2006 : en Afghanistan, fondation du Front national uni.
- 2017 : après plusieurs années de combats, l'Armée arabe syrienne et ses alliés reprennent la ville de Deir ez-Zor à l'État islamique.
- 2022 : en Éthiopie, le gouvernement du pays et les forces tigréennes signent un traité de paix, acceptant de mettre fin à la Guerre du Tigré[2].

## Arts, culture et religion
- 998 : saint Odilon, abbé de Cluny, célèbre pour la première fois une commémoration de tous les morts de son ordre.
- 1164 : l'archevêque de Cantorbéry Thomas Becket s'embarque clandestinement pour la France, à la suite de son différend avec son compatriote le roi d'Angleterre Henri II.
- 1983 : Michael Jackson sort le simple Thriller et son vidéoclip en plein jour des morts et deux jours après l'Halloween américaine[3].
- 2001 : adoption d'une Déclaration universelle de l'UNESCO sur la diversité culturelle.

## Sciences et techniques
- 2000 : la Station spatiale internationale  accueille ses trois premiers occupants.
- 2012 : la navette spatiale américaine Atlantis rejoint le Space Center Visitor Complex du Centre spatial Kennedy, en Floride, près de Cap Canaveral[4].
- 2017 : la mission franco-égyptienne Scanpyramids annonce avoir découvert une cavité dans la pyramide de Khéops.

## Économie et société
- 1892 : en France, création du corps des inspecteurs du travail.
- 1945 : en France toujours, création des centres de protection maternelle et infantile (PMI), par ordonnance.
- 1979 : Pierre Mesrine est abattu, vers la porte de Clignancourt ou de Saint-Ouen, en périphérie de Paris.
- 1994 : l’impact indirect le plus dévastateur de foudre connu, en date de 2025, est le déversement de carburant en feu après un impact sur un dépôt pétrolier stratégique initialement de l'Armée de terre égyptienne, tuant officiellement 469 personnes à Durunka (en) dans le Gouvernorat d'Assiout en Égypte. Les inondations faisant au total plus de 500 morts, plusieurs centaines de blessés et plusieurs milliers de sans-abri[5].
- 2018 : en Égypte, un attentat contre la communauté chrétienne, revendiqué par l'État islamique, fait au moins sept morts.
- 2020 : 
  - en Afghanistan, l'organisation État islamique revendique un attentat contre l'université de Kaboul faisant au moins vingt-deux morts[6].
  - en Autriche, un attentat islamiste est perpétré à Vienne et fait quatre morts et une quinzaine de blessés[7].

## Naissances

### XIIIesiècle
- 1235 : Henri d'Almayne, baron anglais († 13 mars 1271).

### XVIesiècle
- 1549 : Anne d'Autriche, fille de l'empereur germanique Maximilien II, fiancée en 1568 à Charles d'Autriche (1545-1568), prince des Asturies, puis mariée en 1570 avec le père de ce dernier, le roi d'Espagne Philippe II, mère du roi Philippe III d'Espagne († 26 octobre 1580).

### XVIIesiècle
- 1699 : Jean Siméon Chardin, peintre français († 6 décembre 1779).

### XVIIIesiècle
- 1734 : Daniel Boone, explorateur américain († 26 septembre 1820).
- 1741 : Pierre Joseph Georges Pigneau de Behaine, homme d’Église et diplomate français († 9 octobre 1799).
- 1753 : François Lamarque, homme politique français († 13 mai 1839).
- 1755 : Marie-Antoinette d'Autriche, fille de l'empereur François Ier du Saint-Empire et de Marie-Thérèse d'Autriche, reine de Bohème et de Hongrie, reine de France († 16 octobre 1793).
- 1766 : Joseph Radetzky, militaire autrichien († 5 janvier 1858).
- 1780 : Caroline Branchu, artiste lyrique française († 14 octobre 1850).
- 1792 : Engelbert Sterckx, prélat belge († 4 décembre 1867).
- 1795 : James Knox Polk, 11e président des États-Unis († 15 juin 1849).

### XIXesiècle
- 1808 : Jules Barbey d'Aurevilly, écrivain français († 23 avril 1889).
- 1815 : George Boole, logicien et mathématicien britannique († 8 décembre 1864).
- 1847 : Georges Sorel, philosophe et sociologue français († 29 août 1922).
- 1848 : François-Xavier Cloutier, évêque québécois († 18 septembre 1934).
- 1865 : Warren G. Harding, 29e président des États-Unis († 2 août 1923).
- 1879 : Marion Jones, joueuse de tennis américaine, médaillée olympique († 14 mars 1965).
- 1883 : Jean-Marie-Rodrigue Villeneuve, archevêque de Québec († 17 janvier 1947).
- 1885 : Harlow Shapley, astrophysicien américain († 20 octobre 1972).

### XXesiècle
- 1901 : James Dunn, acteur américain († 3 septembre 1967).
- 1905 : Georges Schehadé, poète et dramaturge libanais († 17 janvier 1989).
- 1906 : 
  - Luchino Visconti, cinéaste italien († 17 mars 1976).
  - Georges Massard, supercentenaire et doyen des Français († 24 novembre 2016).
- 1911 :
  - Odysséas Elýtis, poète grec († 18 mars 1996).
  - Hédard Robichaud, homme politique canadien († 16 août 1999).
- 1912 : James Bickford, bobeur américain († 3 octobre 1989).
- 1913 : Burt Lancaster, acteur et producteur américain († 20 octobre 1994).
- 1914 : Johnny Vander Meer, joueur de baseball américain († 6 octobre 1997).
- 1916 :
  - Al Campanis, Joueur et dirigeant de baseball américain d'origine grecque († 21 juin 1998).
  - Henri Tranquille, libraire et écrivain québécois († 20 novembre 2005).
- 1917 : 
  - Ann Rutherford, actrice américaine d’origine canadienne († 11 juin 2012).
  - Durward Knowles, skipper bahaméen, champion olympique († 24 février 2018).
- 1921 : Bill Mosienko, hockeyeur professionnel canadien († 9 juillet 1994).
- 1922 : René Birr, cheminot, et résistant alsacien († 1er juin 1943).
- 1924 : David William Bauer, prêtre catholique canadien et entraîneur de hockey sur glace († 9 novembre 1988).
- 1929 : Richard E. Taylor, physicien canadien († 22 février 2018).
- 1932 : 
  - Michel Oliver, cuisinier français et gascon, (co-)animateur d'émissions télévisées de cuisine, auteur de livres de cuisine.
  - Melvin Schwartz, physicien américain († 28 août 2006).
- 1934 : Ken Rosewall (Kenneth Robert Rosewall), joueur de tennis australien.
- 1937 : Earl Carroll, chanteur américain du groupe The Cadillacs († 25 novembre 2012).
- 1938 : Tatyana Petrenko-Samusenko, fleurettiste soviétique triple championne olympique († 24 janvier 2000).
- 1940 : 
  - Dalil Boubakeur (دليل بوبكر), ancien recteur franco-algérien de la Grande mosquée de Paris et président du Conseil français du culte musulman (CFCM).
  - Luigi «Gigi» Proietti, acteur, comique, cabarettiste, doubleur, animateur de télévision, metteur en scène, réalisateur, scénariste, chanteur, directeur artistique et enseignant italien († 2 novembre 2020).
- 1942 : Stefanie Powers (Stefania Zofia Federkiewicz dite), actrice américaine.
- 1943 : Bertrand Raymond, journaliste et chroniqueur sportif québécois.
- 1944 :
  - Patrice Chéreau, metteur en scène et réalisateur français († 7 octobre 2013).
  - Keith Emerson, claviériste et compositeur britannique du groupe Emerson, Lake and Palmer († 10 mars 2016).
  - Jeffrey A. Hoffman, astronaute américain.
  - Marc Filloux, journaliste français tué par les Khmers Rouges († 15 avril 1974).
- 1945 : Jean-Jack Queyranne, homme politique français.
- 1946 : Louis Sankalé, prélat français.
- 1953 : Gerry Roufs, navigateur canadien (disparu en mer vers le 6 janvier 1997).
- 1955 : 
  - Ricardo Eichmann, archéologue allemand.
  - Mark Reynolds, skipper américain double champion olympique.
- 1957 : Salvatore Lombardo, écrivain français.
- 1958 : Willie McGee, joueur de baseball professionnel américain.
- 1959 : Saïd Aouita, athlète marocain.
- 1960 :
  - Bruce Baumgartner, lutteur américain double champion olympique.
  - Sylvie Legault, actrice québécoise.
  - Jean-Luc Reichmann, animateur français de télévision.
- 1961 :
  - k.d. Lang (Kathryn Dawn Lang dite), chanteuse canadienne.
  - Elke Kahr, femme politique autrichienne.
- 1962 :
  - Suleiman Cassamo, écrivain mozambicain.
  - Mireille Delunsch, soprano lyrique française.
  - Medina Dixon, joueuse américaine de basket-ball († 8 novembre 2021).
  - Karl-Ludwig Elvers, historien de l'Antiquité allemand.
  - Maher Fayez, écrivain, compositeur et vocaliste liturgique égyptien.
  - Kirill Kozakov, acteur russe de théâtre et cinéma.
  - Thierry Lamy,  scénariste de bande dessinée français.
  - Ron McGovney, musicien américain, premier bassiste du groupe de heavy metal Metallica.
  - Guillaume de Tanoüarn, prêtre catholique traditionaliste et philosophe français.
  - Trajko Veljanovski, homme politique macédonien.
  - Graham Waterhouse, compositeur et violoncelliste anglais.
- 1963 : Udo Wagner, fleurettiste allemand, champion olympique.
- 1965 :
  - Samuel Le Bihan, acteur français.
  - Shah Rukh Khan, acteur indien.
- 1966 : David Schwimmer, acteur américain.
- 1967 : 
  - Rachid Belaziz, lutteur marocain.
  - Louis Chauvel, sociologue français.
  - Derek Porter, rameur d'aviron canadien.
  - Ferial Salhi, escrimeuse algérienne.
  - Ryszard Sobczak, escrimeur polonais.
  - Corine Pelluchon, philosophe française.
- 1968 :
  - Jaume Balagueró, réalisateur espagnol.
  - Keith Jennings, basketteur américain.
- 1972 : Benoît Chaigneau, animateur de télévision français.
- 1973 : Marisol Nichols, actrice américaine.
- 1974 :
  - Orlando Cabrera, joueur de baseball colombien.
  - Nelly (Cornell Iral Haynes Jr. dit), rappeur américain.
- 1976 : Andreas Mogensen, spationaute danois.
- 1978 : Noah Ngeny, athlète kényan spécialiste du demi-fond, champion olympique.
- 1981 : Ai Carina Uemura, chanteuse et danseuse japonaise.
- 1982 : Yunel Escobar, joueur de baseball cubain.
- 1983 : Alain Schmitt, judoka français.
- 1985 : Marie Portolano, journaliste et animatrice de télévision française.
- 1988 :
  - Julia Görges, joueuse de tennis allemande.
  - Anupam Tripathi, acteur indien.
- 1989 : Luke Schenn, hockeyeur sur glace canadien.
- 1990 : Kendall Schmidt, acteur et chanteur américain.
- 1993 : 
  - Marianne Fortier, actrice canadienne.
  - Radwa Reda, taekwondoïste égyptienne.
- 1996 : Jana Fett, joueuse de tennis croate.
- 2000 : Anne Tukkers, joueuse néerlandaise de hockey sur gazon.

## Décès

### XVIIIesiècle
- 1729 : Alexandre Danilovitch Menchikov, homme politique et militaire russe (° 16 novembre 1672).

### XIXesiècle
- 1804 : Armand-Gaston Camus, avocat, jurisconsulte et homme politique français (° 2 avril 1740).
- 1860 : « El Sombrerero » (Antonio Ruíz Serrano), matador espagnol (° 24 mars 1792).
- 1886 : 
  - Théodore Aubanel, poète français (° 26 mars 1829).
  - Pierre Foissac, médecin français (° 6 décembre 1801).
  - Wilhelm Loewe, médecin et homme politique allemand (° 14 novembre 1814).

### XXesiècle
- 1905 : Rudolph Albert von Kölliker, biologiste suisse (° 6 juillet 1817).
- 1934 : Edmond de Rothschild, philanthrope et collectionneur français (° 19 août 1845).
- 1950 : George Bernard Shaw, écrivain irlandais, prix Nobel de littérature en 1925 (° 26 juillet 1856).
- 1953 : Lester Horton, danseur, chorégraphe et pédagogue américain (° 23 janvier 1906).
- 1959 : John Mathai, homme politique indien (° 10 janvier 1886).
- 1960 : 
  - Dimitri Mitropoulos, chef d’orchestre et compositeur grec (° 1er mars 1896).
  - Otoya Yamaguchi, politicien et militant étudiant japonais (° 22 février 1943).
- 1963 : Ngo Dinh Diem, homme politique vietnamien (° 3 janvier 1901).
- 1966 : 
  - Peter Debye, physicien et chimiste néerlandais, prix Nobel de chimie 1936 (° 24 mars 1884).
  - Mississippi John Hurt, chanteur et guitariste américain (° 3 juillet 1893).
- 1970 : 
  - Abram Samoïlovitch Besicovitch (Абрам Самойлович Безикович), mathématicien russe (° 23 janvier 1891).
  - Richard Cushing, prélat américain (° 24 août 1895).
  - Fernand Gravey, acteur belge (° 25 décembre 1905).
- 1975 : Pier Paolo Pasolini, metteur en scène italien (° 5 mars 1922).
- 1979 : Jacques Mesrine, gangster français (° 28 décembre 1936).
- 1987 : Yoland Guérard, chanteur québécois (° 11 octobre 1923).
- 1991 :
  - Irwin Allen, producteur et scénariste américain (° 12 juin 1916).
  - Mort Shuman (Mortimer Shuman dit), compositeur, chanteur, acteur américain (° 12 novembre 1938).
- 1992 : Hal Roach, producteur et scénariste américain (° 14 janvier 1892).
- 1995 : Jean Baptiste Ntahokaja, linguiste burundais (° 1920).
- 1996 :
  - Eva Cassidy, chanteuse américaine (° 2 février 1963).
  - Pierre Grimal, latiniste et philosophe français académicien ès inscriptions et belles-lettres (° 21 novembre 1912).
  - Artur Międzyrzecki, poète polonais (° 6 novembre 1922).
- 1997 : 
  - René Diatkine, psychologue et psychanalyste français (° 6 avril 1918).
  - Gerhard Neumann, ingénieur aéronautique allemand puis américain (° 8 octobre 1917).
  - Edmond de Rothschild, banquier franco-suisse (° 30 septembre 1926).
- 1998 :
  - Tommy Duggan, acteur irlandais (° 22 juillet 1909).
  - Georges Mazars, homme politique français (° 3 novembre 1934).

### XXIesiècle
- 2004 :
  - Theo Van Gogh, réalisateur néerlandais (° 23 juillet 1957)
  - Gustaaf Joos, cardinal belge (° 5 juillet 1923).
  - Gerrie Knetemann, cycliste sur route et sur piste néerlandais (° 6 mars 1951).
  - Zayed ben Sultan Al Nahyane, chef d'État des Émirats arabes unis (° 3 novembre 1918).
- 2005 : Ferruccio Valcareggi, footballeur et sélectionneur italien (° 12 décembre 1919).
- 2006 : 
  - Adrien Douady, mathématicien français (° 25 septembre 1935).
  - Jean Hayet, acteur, metteur en scène et professeur belge (° novembre 1939).
- 2007 : 
  - Oreste Benzi, prêtre catholique italien (° 7 septembre 1925).
  - Don Freeland, pilote de course automobile américain (° 25 mars 1925).
  - Igor Moïsseïev, chorégraphe russe (° 21 janvier 1906).
  - S. P. Thamilchelvan, personnalité politique sri-lankaise (° 29 août 1967).
- 2008 : 
  - Jacques Lunis, athlète de sprint français (° 27 mai 1923).
  - Ahmed al-Mirghani, homme politique soudanais, ancien chef de l'état de 1986 à 1989 (° 16 août 1941).
- 2009 :
  - Nien Cheng, écrivaine chinoise (° 28 janvier 1915).
  - Amir Pnueli, informaticien israélien (° 22 avril 1941).
  - José Luis López Vázquez, acteur espagnol (° 11 mars 1922).
- 2010 : 
  - Roudolf Barchaï, altiste et chef d'orchestre soviétique puis russe naturalisé israélien (° 28 septembre 1924).
  - Andy Irons, surfeur américain (° 24 juillet 1978).
  - Ken Yuasa, chirurgien japonais (° 23 octobre 1915).
- 2011 : Rijk de Gooyer, acteur néerlandais (° 17 décembre 1925).
- 2012 : 
  - Milt Campbell, athlète d'épreuves combinées américain (° 9 décembre 1933).
  - Pino Rauti, homme politique italien (° 19 novembre 1926).
  - Han Suyin, écrivain chinois (° 12 septembre 1917).
- 2014 : 
  - Acker Bilk, clarinettiste de jazz britannique (° 28 janvier 1929).
  - Christiane Minazzoli, actrice française (° 11 juillet 1931).
- 2015 :
  - Mike Davies, joueur de tennis britannique (° 9 janvier 1936).
  - Omar el-Hariri, homme politique libyen (° 1944).
  - Eddie Milner, joueur de baseball américain (° 21 mai 1955).
  - Tommy Overstreet, chanteur de country américain (° 10 septembre 1937).
  - Miroslav Poljak, poloïste yougoslave puis croate (° 3 septembre 1944).
  - André Rouvière, homme politique français (° 29 avril 1936).
  - Edward Soja, géographe américain (° 14 mai 1940).
  - Colin Welland, acteur et scénariste britannique (° 4 juillet 1934).
- 2016 :
  - Bob Cranshaw, contrebassiste de jazz américain (° 10 décembre 1932).
  - Jud Kinberg, producteur et scénariste américain (° 7 juillet 1925).
- 2019 :
  - Marie Laforêt (Maïtena Douménach dite), chanteuse et actrice française (° 5 octobre 1939).
  - Ange Porteux, auteur breton et inventeur de matériel de pêche devenu centenaire (° 17 novembre 1914)[8].
- 2020 : Gigi Proietti, acteur, comique, cabarettiste, doubleur, animateur de télévision, metteur en scène, réalisateur de télévision, chanteur, directeur artistique et enseignant italien (° 2 novembre 1940).
- 2021 :
  - John Aiken, hockeyeur sur glace américain (° 1er janvier 1932).
  - Sabah Fakhri, chanteur, ténor syrien (° 2 mai 1933).
  - Tshitenge Lubabu, journaliste congolais (° 1955).
  - Tom Matte, joueur américain de football américain (° 14 juin 1939).
  - Hiroshi Ogawa, homme politique japonais (° 17 mai 1949).
  - Jacques Pimpaneau, sinologue français (° 12 septembre 1934).
  - Viktor Putyatin, escrimeur soviétique puis ukrainien (° 12 septembre 1941).
  - Neal Edward Smith, homme politique américain (° 23 mars 1920).
  - Mohamed Soukhane, footballeur franco-algérien (° 12 octobre 1931).
  - Patricija Šulin, femme politique yougoslave puis Slovénie|slovène (° 25 novembre 1965).
  - Ernest Wilson, chanteur de reggae jamaïcain (° 18 novembre 1951).
- 2022 : 
  - Ela Bhatt, avocate et militante indienne (° 7 septembre 1933).
  - Alan Chui Chung-san, acteur, réalisateur, chorégraphe et cascadeur chinois (° 16 août 1952).
  - Leo Delcroix, homme politique belge (° 21 novembre 1949).
  - Mauro Forghieri, ingénieur mécanicien italien (° 13 janvier 1935).
  - Franco Tatò, Homme d'affaires italien (° 12 août 1932).

## Célébrations
- Association pour le droit de mourir dans la dignité : journée mondiale pour le droit de mourir dans la dignité depuis 2008.
- Nations unies : journée mondiale pour la protection des journalistes créée en 2013 par l'ONU en hommage aux journalistes français Ghislaine Dupont et Claude Verlon assassinés au Sahel en Afrique[9].

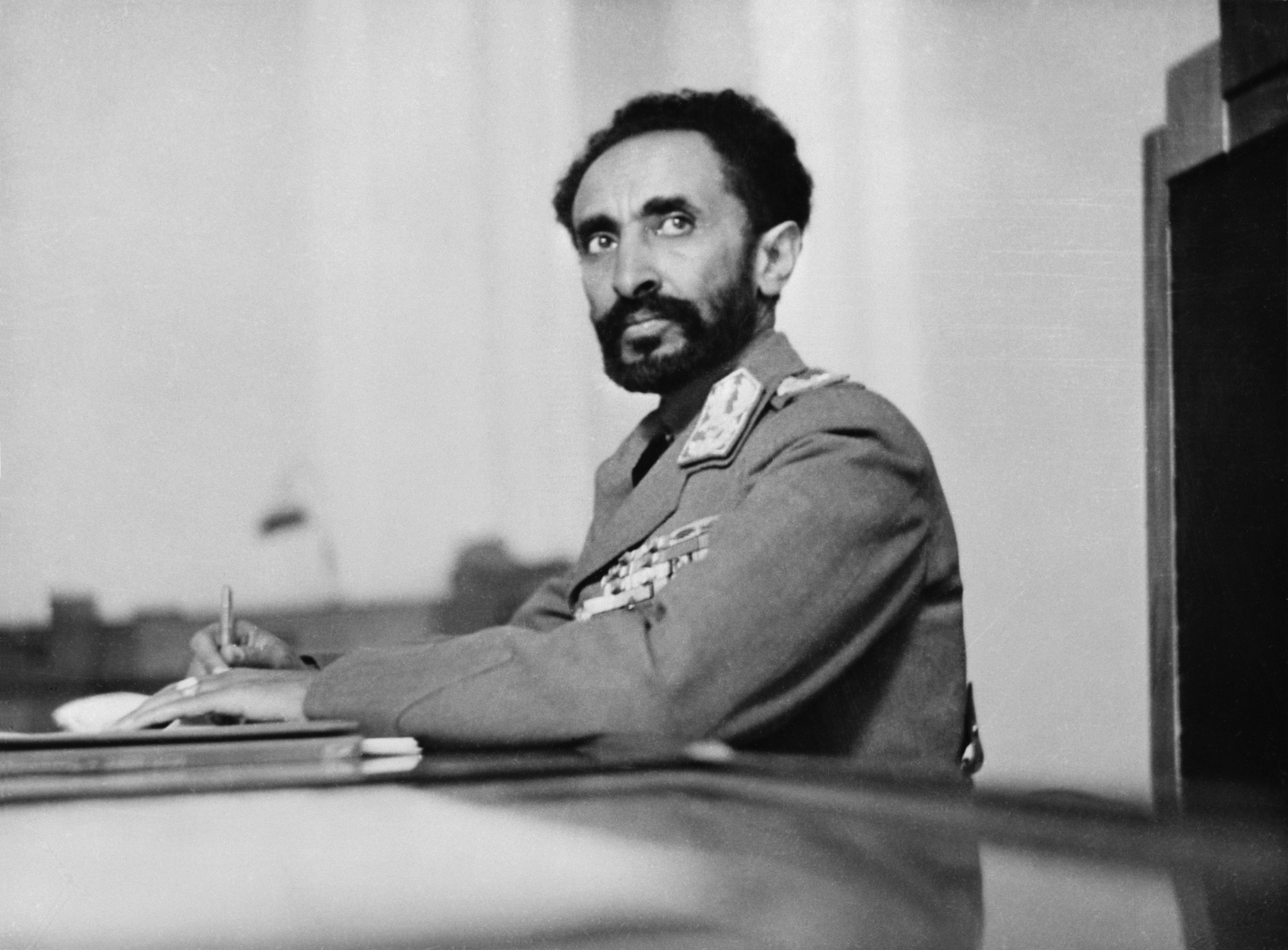
Haïlé Sélassié Ier en 1944.

- Dakota du Nord et Dakota du Sud : commémoration de leur entrée dans l'Union des États-Unis d'Amérique du Nord.
- Maurice : commémoration de l’arrivée des travailleurs indiens sur l'île État.
- Mouvement rastafari d'Éthiopie (voire d'Érythrée) à la Jamaïque ou la Dominique : célébration du couronnement de Haïlé Sélassié Ier (photographié ci-contre).

- Christianisme : Commémoration de tous les fidèles défunts, appelée aussi jour voire fête des morts, pour l'Église latine (pré-hivernal(e) avant les Cendres post-hivernales de début de Carême via l'apposition des « cendres » et autres chandelles d'invocations initialement « agricoles » de la Chandeleur trois mois plus tard jour pour jour).

### Saints des Églises chrétiennes

#### Catholiques et orthodoxes
Saints du jour,
- Agape de Sébaste et ses compagnons de martyre (en) († vers 315), au moins sept soldats chrétiens de l'armée de l'empereur romain Licinius, dont les saints Carterios, Eudoxe, Styriaque, martyrs brûlés vifs à Sébaste ou Sivas en Arménie actuelle.
- Akindynos († vers 341 ou 345), martyr en Perse, avec ses compagnons dignitaires royaux, les saints Anempodiste, Aphtonios, Elpidéphore et Pégase, durant la persécution du roi des Perses Sapor II.
- Ambroise d'Agaune († 520), abbé d'Agaune (aujourd'hui Saint-Maurice-en-Valais).
- Baye et Maure (Xe siècle), ou Baya et Maura, recluses en Écosse.
- Domnin († 386), premier évêque de Grenoble, de 381 à 384, qui participe au concile d'Aquilée, en 381.
- Eustochie de Tarse (IVe siècle), vierge martyre, sous l'empereur romain Julien.
- Georges de Vienne (†  670), archevêque de Vienne, en Dauphiné.
- Hermes (IVe siècle), et les saints martyrs d'Afrique, Papias, Publius et Victor.
- Hernin († 535 ou 540), ermite à Locarn, en Bretagne.
- Juste  († 293 ou 303), Juste de Trieste, saint patron de Trieste.
- Marcien de Cyr (IVe siècle), moine ermite dans le désert de Syrie[12]
- Sevold (VIIIe siècle), saint picard.
- Théodote de Laodicée († 334), évêque.
- Victorin de Pettau († v. 304), Évêque.
- Vulgan (VIIe siècle), Ermite.
- Wénefride (VIIe siècle), Vierge dans le pays de Galles.

#### Saints et bienheureux des Églises catholiques
Saints et béatifiés du jour :
- Jean Bodey († 1583), bienheureux prêtre anglais, martyr en Angleterre.
- Jorand († 1340), Moine ermite en Bretagne.
- Malachie (XIIe siècle), Malachie d'Armagh, archevêque.
- Marguerite de Lorraine († 1521), Duchesse d'Alençon, bienfaitrice, religieuse clarisse[13].
- Pie Campidelli († 1889), Religieux passionniste italien et bienheureux.
- Thomas de Walden († 1430), Religieux carme anglais et bienheureux.
- Sílvia Cardoso Ferreira da Silva († 1950), laïque portugaise, fondatrice d'œuvres caritatives.

#### Saint orthodoxe
Saints du jour (aux dates éventuellement "juliennes" ou orientales) :
- Cyprien († vers 1550), Cyprien de Storojevsk (ru), moine et thaumaturge.
- Grégoire de Parumala († 1902), évêque de Parumala, au sud de Kottayam, en Inde.

### Prénoms
Bonne fête aux Victorin, Victorien, Victorino, Vittorino, Victorian, Viktorian, Wiktorian ; et leurs équivalents féminins : Victorine, Victorina, Vittorina.
Et aussi aux :
- Agape et Agapius etc.
- Malachie,
- Marcien, Marciano (voir les Marc les 25 avril et autres, les Marcel(le) et variantes les 16 et 31 janvier, les Martial les 30 juin).

## Traditions et superstitions

### Dicton du jour
« Le jour des morts, ne remue pas la terre, si tu ne veux sortir les ossements de tes pères. » [voir aussi zombies d'origines vaudou(es)]

### Astrologie
- Signe du zodiaque : 11e jour du Scorpion.